# Apostolepis nelsonjorgei
Apostolepis nelsonjorgei là một loài rắn trong họ Colubridae. Loài này được De Lema & Renner mô tả khoa học đầu tiên năm 2004.